# Symplocos mezii
Symplocos mezii är en tvåhjärtbladig växtart som beskrevs av Alexander Zahlbruckner. Symplocos mezii ingår i släktet Symplocos och familjen Symplocaceae. Inga underarter finns listade i Catalogue of Life.